# Чёрная дыра (фильм, 2019)
«Чёрная дыра» (англ. Black hole) — короткометражный фильм украинского режиссёра Николая Овчарова. Обладатель специального приза жюри Кинофестиваля короткометражного независимого кино «Бардак» (2019).
Мировая премьера состоялась 11 июля 2019 на Международном кинофестивале «Revelation» в Перте (Австралия).

## Сюжет
Преподаватель астрофизики ведет лекции о чёрной дыре, поглощающей все вокруг. Он ещё не знает, что его самого ждет такая же чёрная дыра.

### Идеи
- Человек рожден ради взаимодействия с другими, взаимного «поглощения» друг друга ради общего развития.[4][5]
- Экзистенциальная идея фильма заключается в том, что человек проявляя себя вовне, в других людях реализовывается как человек, то есть существует как человек.[6]

## В ролях
| Актёр             | Персонаж                  |
| ----------------- | ------------------------- |
| Валерий Латко     | преподаватель астрофизики |
| Гордий Денисенко  | студент                   |
| Илья Козлов       | студент                   |
| Данил Никифоров   | студент                   |
| Надежда Болдонова | студентка                 |
| Маша Сабадаш      | студентка                 |
| Николай Овчаров   | преподаватель             |

## Съемочная группа
- Автор сценария — Николай Овчаров, Алексей Зенкевич
- Режиссер-постановник — Николай Овчаров
- Оператор — Иван Бородин
- Ассистент оператора — Дмитрий Бородтн
- Гафер — Сергей Зюков, Дмитрий Виксенко
- Колорист — Дмитрий Самусь
- Визуальные эффекты — Игорь Дабичев, Виталий Волков
- Звукорежиссер — Александр Дворецкий
- Гример — Юлия Осадчая
- Тренер актеров — Марьяна Сошинская
- Художник-костюмер — Makar Maki

## Участие в фестивалях
- Международный кинофестиваль «Revelation» в Перте (Official Selection)
- Кинофестиваль короткометражного независимого кино «Бардак» (Special Award)
- Международный кинофестиваль в Сулеймании (Official Selection)
- Международный кинофестиваль в Чиуауа (Official Selection)
- Международный кинофестиваль штата Орегон (Official Selection)
- Независимый кинофестиваль округа Сесил (Official Selection)
- Международный кинофестиваль «Near Nazareth Festival» (NNF) в Израиле (Finalist)
- Международный кинофестиваль «Harrogate Film Festival» в Великобритании (Official Selection)
- Международный кинофестиваль «Fergusson Short Film Festival» в Индии (Official Selection)
- VIII Китайская международная выставка микрофильмов в Пекине (Official Selection)
- Международный кинофестиваль «First-Time Filmmaker Sessions» в Великобритании (Official Selection)
- Международный кинофестиваль в Трентоне (Нью-Джерси, США) (Official Selection)
- Нью-Йоркский фестиваль независимого кино «NYC Independent Film Festival» (Нью-Йорк, США) (Official Selection)[5]
- The 2020 nukhu award (Нью-Йорк, США) (Semi-Finalist)
- Broadway International Film Festival (Лос-Анджелес, США) (Official Selection)

## Награды
29 сентября 2019 получил специальный приз жюри на Кинофестивале короткометражного независимого кино «Бардак» в Харькове «за четкий почерк режиссёра, прекрасную и глубокую работу оператора, подбор странных типажей. Все элементы и детали работают на одну задачу — погружают в причудливый мир, созданный автором».
В ноябре 2019 фильм вошел в число 59 лучших фильмов с 2600 поданных на Независимом кинофестивале округа Сесил (США).
| Год  | Кинофестиваль                                              | Категория             | Результат |
| ---- | ---------------------------------------------------------- | --------------------- | --------- |
| 2019 | Кинофестиваль короткометражного независимого кино «Бардак» | Специальный приз жюри | Победа    |
| 2020 | Harrogate Film Festival                                    | Best silent film      | Номинация |